# Aleksandar Gruber
Aleksandar Gruber (cyr. Aлeкcaндap Гpубep, ur. 3 lutego 1974 w Porodinie) – serbski piłkarz występujący na pozycji obrońcy lub defensywnego pomocnika.

## Kariera klubowa
Karierę seniorską rozpoczynał w klubie FK Sinđelić. Następnie występował w FK Radnički i FK Zvezdara.
W połowie 1999 roku został graczem Lecha Poznań prowadzonego wówczas przez Adama Topolskiego. W I lidze zadebiutował 12 września w przegranym 1:2 meczu przeciwko Ruchowi Chorzów. Ogółem rozegrał dla Lecha 7 spotkań ligowych, nie zdobył żadnej bramki. Po zakończeniu rundy jesiennej powrócił on do FK Zvezdara. W 2001 roku przeniósł się do mistrza Białorusi Sławiji Mozyrz. Dla tego klubu rozegrał na poziomie wyszejszajej ligi 25 spotkań i zdobył 3 gole. Wystąpił w eliminacjach do Ligi Mistrzów 2001/2002, gdzie Sławija odpadła w II rundzie z Interem Bratysława.
Od 2002 roku Gruber występował w FK Vojvodina, FK Rudar oraz FK Radnički. W latach 2004–2005 grał on w łotewskim FK Ventspils, z którym wywalczył dwukrotnie Puchar Łotwy. W eliminacjach do Pucharu UEFA 2004/2005 jego klub wyeliminowany został przez Amikę Wronki (1:2 w dwumeczu). Po sezonie 2005 zakończył on karierę zawodniczą.

## Sukcesy
FK Ventspils
- 2 x Puchar Łotwy (2004, 2005)